# Rudolf Staffen
Rudolf Emil Staffen (* 24. Mai 1898 in Tannwald, Österreich-Ungarn; † 30. Dezember 1965 in Bergisch Gladbach) war ein deutscher Ingenieur und Chemiker, nationalsozialistischer Funktionär im Reichsgau Sudetenland und nach 1945 „ein radikaler Vertreter der Rechte des Sudetendeutschen“ in der Bundesrepublik Deutschland.

## Leben
Er war der Sohn des Sekretärs der Bezirkskrankenkasse in Tannwald, Stephan Staffen, und dessen Ehefrau Marie geborene Appelt. Sein Großvater war Gastwirt in Morchenstern. Am 9. Juni 1898 wurde er in Tannwald römisch-katholisch getauft. Nach dem Abitur an der Höheren Staatsgewerbeschule in Reichenberg nahm er von 1916 bis 1918 am Ersten Weltkrieg im Infanterieregiment 42 teil. Er erlitt im Krieg einen Bauchdurchschuss.
Nach Kriegsende wurde er in den Papierindustrie tätig und studierte ab 1921 Chemie an der Deutschen Technischen Hochschule in Prag, Chemische Abteilung. Er wurde als Ingenieur Betriebsleiter und Direktor von Papier- und Zellulosefabriken in Prag. Als Oberdirektor des Papierkartells Prag II wurde er außerdem 1943 Verwaltungsratsmitglied der Prager Aktiengesellschaft für Papierindustrie.
Bereits als Jugendlicher war er in mehreren Jugendorganisationen tätig. 1918/19 war er in Tannwald Mitglied des Soldatenrates. Er gehörte in der Tschechoslowakei 1923 zu den Mitbegründern des Finkensteiner Bundes und der Prager Sing- und Spielgemeinde. 1930 gründete er die Bereitschaft.
Bei der Sudetendeutschen Ergänzungswahl vom 4. Dezember 1938 zum Großdeutschen Reichstag kandidierte Rudolf Staffen als Gauamtsleiter, Ingenieur, Chemiker, Reichenberg, erhielt jedoch kein Mandat.
Nach der Bildung des NSDAP-Gaus Sudetenland 1939 wurde er Gauobmann der Gaudienststelle der NS-Kriegsopferversorgung. Sein Dienstsitz befand sich in Reichenberg, Lessingstraße 2.
Nach Ende des Zweiten Weltkrieges wurde er im Mai 1945 in Prag inhaftiert. Es gelang ihm, aus der Haft zunächst nach Sachsen und dann zu seinen Verwandten nach Oldenburg zu fliehen. 1949 gründete er eine Altpapiergroßhandlung. 1955 übernahm er die Abteilungsleitung einer Papierfabrik in Elberfeld und war ab 1957 freier Mitarbeiter. Er war u. a. Mitglied des Witikobundes und Gründungsmitglied der Sudetendeutschen Landmannschaft, in der er viele Jahre das Referat Öffentlichkeitsarbeit besorgte.

## Schriften (Auswahl)
- Jugend und Leibesübungen, Sternberg o. J. [ca. 1926]
- Gedanken eines Sudetendeutschen zum Tschechoslowakischen Pavillon in Brüssel. In: Sudetenland, Band 1, 1958, S. 222.